# Hot Springs (Nevada)
Hot Springs ist eine Geisterstadt im Eureka County, Nevada, USA.

## Geschichte
Die Thermalquellen im Stadtgebiet waren reich an Mineralien und waren wegen ihrer Heilkraft geschätzt. Der Besitzer des Grundstücks mit den Quellen war ein Arzt. Er baute dort ein großes Badehaus und nannte es Hot Springs. Die Heilquellen wurden vor allem von Bergarbeitern des nahegelegenen Mineral Hill genutzt. Ab Mai 1907 gab es sogar eine eigene Bahnstation der Las Vegas & Tonopah Railroad Company und der Bullfrog Goldfield Railroad.
Als die Arbeiten am Mineral Hill nachließen, gab es in Hot Springs Umsatzeinbußen. Der Besitzer der Quellen schloss sein Unternehmen Mitte der 1870er Jahre. Von der alten Stadt sind heute keine Gebäudereste mehr erhalten, aber die Hot Springs sprudeln noch.